# 2023-as IIHF divízió I-es jégkorong-világbajnokság
A 2023-as IIHF divízió I-es jégkorong-világbajnokság A csoportjának mérkőzéseit Nottinghamban, Nagy-Britanniában rendezték április 29. és május 5. között. A B csoport mérkőzéseit Tallinnban, Észtországban rendezték április 23. és 29. között.

## A csoport

### Résztvevők
| Csapat         | Kvalifikáció                                                               |
| -------------- | -------------------------------------------------------------------------- |
| Olaszország    | A 2022-es IIHF jégkorong-világbajnokság 15. helyezettje, kiesett.          |
| Nagy-Britannia | Rendező, a 2022-es IIHF jégkorong-világbajnokság 16. helyezettje, kiesett. |
| Litvánia       | A 2022-es divízió I/A 3. helyezettje.                                      |
| Dél-Korea      | A 2022-es divízió I/A 4. helyezettje.                                      |
| Románia        | a 2022-es divízió I/A 5. helyezettje.                                      |
| Lengyelország  | A 2022-es divízió I/B 1. helyezettje, feljutott.                           |

### Tabella
| Hely. | Csapat             | M | Gy | HGy | HV | V | G+ | G– | Gk  | P  | Feljutás vagy kiesés     |
| ----- | ------------------ | - | -- | --- | -- | - | -- | -- | --- | -- | ------------------------ |
| 1.    | Nagy-Britannia (R) | 5 | 4  | 1   | 0  | 0 | 24 | 7  | +17 | 14 | Feljutott a főcsoportba  |
| 2.    | Lengyelország      | 5 | 4  | 0   | 1  | 0 | 28 | 9  | +19 | 13 | Feljutott a főcsoportba  |
| 3.    | Olaszország        | 5 | 3  | 0   | 0  | 2 | 23 | 16 | +7  | 9  |                          |
| 4.    | Dél-Korea          | 5 | 2  | 0   | 0  | 3 | 8  | 20 | −12 | 6  |                          |
| 5.    | Románia            | 5 | 1  | 0   | 0  | 4 | 9  | 26 | −17 | 3  |                          |
| 6.    | Litvánia           | 5 | 0  | 0   | 0  | 5 | 7  | 21 | −14 | 0  | Kiesett a divízió I B-be |

### Mérkőzések
A mérkőzések kezdési időpontjai helyi idő szerint (UTC+1) értendők.
| 2023. április 29. 12:30 | Lengyelország | 7–0 (3–0, 3–0, 1–0) | Litvánia | Motorpoint Arena Nottingham, Nottingham Nézőszám: 1352 |

| Jegyzőkönyv | Jegyzőkönyv | Jegyzőkönyv | Jegyzőkönyv    | Jegyzőkönyv                                                                  |
| --- | ----------- | ----------- | -------------- | ---------------------------------------------------------------------------- |
| | John Murray | Kapusok     | Mantas Armalis | Játékvezetők: Andrew Dalton Nagy Attila Vonalbírók: Ilia Kisil Jussi Thomann |
| \| Zygmunt (Wałęga, Paś) – 02:03 \| 1–0 \| \| \| Kruczek (Wajda, Fraszko) – 03:26 \| 2–0 \| \| \| Dziubiński (Wronka, Pasiut) (PP) – 07:02 \| 3–0 \| \| \| Wronka (Fraszko, Pasiut) – 27:23 \| 4–0 \| \| \| Wronka (Pasiut, Fraszko) (PP) – 37:18 \| 5–0 \| \| \| Wronka (Dziubiński, Pasiut) (PP) – 39:47 \| 6–0 \| \| \| Dziubiński (Wronka, Dronia) (PP) – 48:40 \| 7–0 \| \| |             |             |                | Játékvezetők: Andrew Dalton Nagy Attila Vonalbírók: Ilia Kisil Jussi Thomann |
| 4 perc | Büntetések  | 12 perc     |                | Játékvezetők: Andrew Dalton Nagy Attila Vonalbírók: Ilia Kisil Jussi Thomann |
| 34 | Lövések     | 9           |                | Játékvezetők: Andrew Dalton Nagy Attila Vonalbírók: Ilia Kisil Jussi Thomann |
| Zygmunt (Wałęga, Paś) – 02:03 | 1–0         |             |                | Játékvezetők: Andrew Dalton Nagy Attila Vonalbírók: Ilia Kisil Jussi Thomann |
| Kruczek (Wajda, Fraszko) – 03:26 | 2–0         |             |                | Játékvezetők: Andrew Dalton Nagy Attila Vonalbírók: Ilia Kisil Jussi Thomann |
| Dziubiński (Wronka, Pasiut) (PP) – 07:02 | 3–0         |             |                | Játékvezetők: Andrew Dalton Nagy Attila Vonalbírók: Ilia Kisil Jussi Thomann |
| Wronka (Fraszko, Pasiut) – 27:23 | 4–0         |             |                |                                                                              |
| Wronka (Pasiut, Fraszko) (PP) – 37:18 | 5–0         |             |                |                                                                              |
| Wronka (Dziubiński, Pasiut) (PP) – 39:47 | 6–0         |             |                |                                                                              |
| Dziubiński (Wronka, Dronia) (PP) – 48:40 | 7–0         |             |                |                                                                              |

| 2023. április 29. 16:00 | Románia | 2–6 (0–2, 1–2, 1–2) | Olaszország | Motorpoint Arena Nottingham, Nottingham Nézőszám: 2001 |

| Jegyzőkönyv | Jegyzőkönyv | Jegyzőkönyv                           | Jegyzőkönyv  | Jegyzőkönyv                                                                                 |
| --- | ----------- | ------------------------------------- | ------------ | ------------------------------------------------------------------------------------------- |
| | Polc Patrik | Kapusok                               | Justin Fazio | Játékvezetők: Roy Stian Hansen Killian Hinterdobler Vonalbírók: Nicklas Knosen Jonas Merten |
| \| \| 0–1 \| 00:59 – Larkin (Frigo) \| \| \| 0–2 \| 07:55 – Larkin \| \| \| 0–3 \| 25:58 – Brunner (Pietroniro) \| \| \| 0–4 \| 26:51 – Miceli (Tedesco, Insam) \| \| Zs. Molnár (Constantin) – 32:10 \| 1–4 \| \| \| Kovács (Péter, Polc) – 47:20 \| 2–4 \| \| \| \| 2–5 \| 52:57 – Miceli (Tedesco, Miglioranzi) \| \| \| 2–6 \| 54:57 – Larkin (Traversa, McNally) \| |             |                                       |              | Játékvezetők: Roy Stian Hansen Killian Hinterdobler Vonalbírók: Nicklas Knosen Jonas Merten |
| 8 perc | Büntetések  | 4 perc                                |              | Játékvezetők: Roy Stian Hansen Killian Hinterdobler Vonalbírók: Nicklas Knosen Jonas Merten |
| 18 | Lövések     | 52                                    |              | Játékvezetők: Roy Stian Hansen Killian Hinterdobler Vonalbírók: Nicklas Knosen Jonas Merten |
| | 0–1         | 00:59 – Larkin (Frigo)                |              | Játékvezetők: Roy Stian Hansen Killian Hinterdobler Vonalbírók: Nicklas Knosen Jonas Merten |
| | 0–2         | 07:55 – Larkin                        |              | Játékvezetők: Roy Stian Hansen Killian Hinterdobler Vonalbírók: Nicklas Knosen Jonas Merten |
| | 0–3         | 25:58 – Brunner (Pietroniro)          |              | Játékvezetők: Roy Stian Hansen Killian Hinterdobler Vonalbírók: Nicklas Knosen Jonas Merten |
| | 0–4         | 26:51 – Miceli (Tedesco, Insam)       |              |                                                                                             |
| Zs. Molnár (Constantin) – 32:10 | 1–4         |                                       |              |                                                                                             |
| Kovács (Péter, Polc) – 47:20 | 2–4         |                                       |              |                                                                                             |
| | 2–5         | 52:57 – Miceli (Tedesco, Miglioranzi) |              |                                                                                             |
| | 2–6         | 54:57 – Larkin (Traversa, McNally)    |              |                                                                                             |

| 2023. április 29. 19:30 | Dél-Korea | 0–4 (0–2, 0–1, 0–1) | Nagy-Britannia | Motorpoint Arena Nottingham, Nottingham Nézőszám: 3966 |

| Jegyzőkönyv | Jegyzőkönyv | Jegyzőkönyv                    | Jegyzőkönyv | Jegyzőkönyv                                                                            |
| --- | ----------- | ------------------------------ | ----------- | -------------------------------------------------------------------------------------- |
| | Matt Dalton | Kapusok                        | Ben Bowns   | Játékvezetők: Christoph Sternat Milan Zrnić Vonalbírók: Muzsik Norbert Andreas Nyqvist |
| \| \| 0–1 \| 01:44 – Lake (Waller, Hammond) \| \| \| 0–2 \| 15:49 – Dowd (Waller, Mosey) \| \| \| 0–3 \| 20:13 – Neilson (Kirk) \| \| \| 0–4 \| 41:35 – Kirk \| |             |                                |             | Játékvezetők: Christoph Sternat Milan Zrnić Vonalbírók: Muzsik Norbert Andreas Nyqvist |
| 10 perc | Büntetések  | 2 perc                         |             | Játékvezetők: Christoph Sternat Milan Zrnić Vonalbírók: Muzsik Norbert Andreas Nyqvist |
| 17 | Lövések     | 35                             |             | Játékvezetők: Christoph Sternat Milan Zrnić Vonalbírók: Muzsik Norbert Andreas Nyqvist |
| | 0–1         | 01:44 – Lake (Waller, Hammond) |             | Játékvezetők: Christoph Sternat Milan Zrnić Vonalbírók: Muzsik Norbert Andreas Nyqvist |
| | 0–2         | 15:49 – Dowd (Waller, Mosey)   |             | Játékvezetők: Christoph Sternat Milan Zrnić Vonalbírók: Muzsik Norbert Andreas Nyqvist |
| | 0–3         | 20:13 – Neilson (Kirk)         |             | Játékvezetők: Christoph Sternat Milan Zrnić Vonalbírók: Muzsik Norbert Andreas Nyqvist |
| | 0–4         | 41:35 – Kirk                   |             |                                                                                        |

| 2023. április 30. 12:30 | Litvánia | 2–3 (2–1, 0–2, 0–0) | Románia | Motorpoint Arena Nottingham, Nottingham Nézőszám: 1958 |

| Jegyzőkönyv | Jegyzőkönyv    | Jegyzőkönyv                           | Jegyzőkönyv | Jegyzőkönyv                                                                        |
| --- | -------------- | ------------------------------------- | ----------- | ---------------------------------------------------------------------------------- |
| | Mantas Armalis | Kapusok                               | Polc Patrik | Játékvezetők: Cedric Borga Christoph Sternat Vonalbírók: Jonas Merten Gašper Zgonc |
| \| Krakauskas (Gusevas, Grinius) – 01:09 \| 1–0 \| \| \| Bendžius (Binkulis, Protčenko) – 15:38 \| 2–0 \| \| \| \| 2–1 \| 16:55 – Kovács (Péter, Rasulov) \| \| \| 2–2 \| 23:36 – Péter (Borysenko, Filip) (PP) \| \| \| 2–3 \| 30:07 – Péter (Borysenko, Bors) \| |                |                                       |             | Játékvezetők: Cedric Borga Christoph Sternat Vonalbírók: Jonas Merten Gašper Zgonc |
| 6 perc | Büntetések     | 6 perc                                |             | Játékvezetők: Cedric Borga Christoph Sternat Vonalbírók: Jonas Merten Gašper Zgonc |
| 34 | Lövések        | 30                                    |             | Játékvezetők: Cedric Borga Christoph Sternat Vonalbírók: Jonas Merten Gašper Zgonc |
| Krakauskas (Gusevas, Grinius) – 01:09 | 1–0            |                                       |             | Játékvezetők: Cedric Borga Christoph Sternat Vonalbírók: Jonas Merten Gašper Zgonc |
| Bendžius (Binkulis, Protčenko) – 15:38 | 2–0            |                                       |             | Játékvezetők: Cedric Borga Christoph Sternat Vonalbírók: Jonas Merten Gašper Zgonc |
| | 2–1            | 16:55 – Kovács (Péter, Rasulov)       |             | Játékvezetők: Cedric Borga Christoph Sternat Vonalbírók: Jonas Merten Gašper Zgonc |
| | 2–2            | 23:36 – Péter (Borysenko, Filip) (PP) |             |                                                                                    |
| | 2–3            | 30:07 – Péter (Borysenko, Bors)       |             |                                                                                    |

| 2023. április 30. 16:00 | Nagy-Britannia | 5–4 (h.u.) (1–1, 2–0, 1–3) (h.u.: 1–0) | Lengyelország | Motorpoint Arena Nottingham, Nottingham Nézőszám: 5076 |

| Jegyzőkönyv | Jegyzőkönyv | Jegyzőkönyv                              | Jegyzőkönyv | Jegyzőkönyv                                                                             |
| --- | ----------- | ---------------------------------------- | ----------- | --------------------------------------------------------------------------------------- |
| | Ben Bowns   | Kapusok                                  | John Murray | Játékvezetők: Killian Hinterdobler Mikael Holm Vonalbírók: Nicklas Knosen Jussi Thomann |
| \| J. Phillips (Lachowicz) – 01:57 \| 1–0 \| \| \| \| 1–1 \| 10:06 – Paś (Zygmunt, Kostek) \| \| Neilson (Kirk, Halbert) – 23:36 \| 2–1 \| \| \| Kirk (Neilson, Halbert) (PP) – 33:07 \| 3–1 \| \| \| \| 3–2 \| 45:25 – Zygmunt (Jeziorski, Wałęga) (PP) \| \| \| 3–3 \| 54:23 – Wałęga (Ciura, Zygmunt) \| \| Hammond (Mosey, O'Connor) (PP) – 58:30 \| 4–3 \| \| \| \| 4–4 \| 59:12 – Fraszko (Kolusz, Pasiut) (EA) \| \| Lake (Halbert, Kirk) (PP) – 62:35 \| 5–4 \| \| |             |                                          |             | Játékvezetők: Killian Hinterdobler Mikael Holm Vonalbírók: Nicklas Knosen Jussi Thomann |
| 8 perc | Büntetések  | 31 perc                                  |             | Játékvezetők: Killian Hinterdobler Mikael Holm Vonalbírók: Nicklas Knosen Jussi Thomann |
| 42 | Lövések     | 27                                       |             | Játékvezetők: Killian Hinterdobler Mikael Holm Vonalbírók: Nicklas Knosen Jussi Thomann |
| J. Phillips (Lachowicz) – 01:57 | 1–0         |                                          |             | Játékvezetők: Killian Hinterdobler Mikael Holm Vonalbírók: Nicklas Knosen Jussi Thomann |
| | 1–1         | 10:06 – Paś (Zygmunt, Kostek)            |             | Játékvezetők: Killian Hinterdobler Mikael Holm Vonalbírók: Nicklas Knosen Jussi Thomann |
| Neilson (Kirk, Halbert) – 23:36 | 2–1         |                                          |             | Játékvezetők: Killian Hinterdobler Mikael Holm Vonalbírók: Nicklas Knosen Jussi Thomann |
| Kirk (Neilson, Halbert) (PP) – 33:07 | 3–1         |                                          |             |                                                                                         |
| | 3–2         | 45:25 – Zygmunt (Jeziorski, Wałęga) (PP) |             |                                                                                         |
| | 3–3         | 54:23 – Wałęga (Ciura, Zygmunt)          |             |                                                                                         |
| Hammond (Mosey, O'Connor) (PP) – 58:30 | 4–3         |                                          |             |                                                                                         |
| | 4–4         | 59:12 – Fraszko (Kolusz, Pasiut) (EA)    |             |                                                                                         |
| Lake (Halbert, Kirk) (PP) – 62:35 | 5–4         |                                          |             |                                                                                         |

| 2023. április 30. 19:30 | Olaszország | 6–1 (2–0, 1–0, 3–1) | Dél-Korea | Motorpoint Arena Nottingham, Nottingham Nézőszám: 1572 |

| Jegyzőkönyv | Jegyzőkönyv  | Jegyzőkönyv              | Jegyzőkönyv | Jegyzőkönyv                                                                    |
| --- | ------------ | ------------------------ | ----------- | ------------------------------------------------------------------------------ |
| | Damian Clara | Kapusok                  | Matt Dalton | Játékvezetők: Andrew Dalton Nagy Attila Vonalbírók: Ilia Kisil Andreas Nyqvist |
| \| Mantenuto (Pietroniro, Zanetti) – 04:31 \| 1–0 \| \| \| Frigo (Mantenuto, Larkin) (SH) – 14:55 \| 2–0 \| \| \| Larkin (Miceli, Tedesco) – 39:57 \| 3–0 \| \| \| Frigo (Pietroniro) – 45:05 \| 4–0 \| \| \| \| 4–1 \| 48:17 – Kim K. (Kim Sa.) \| \| McNally (Traversa, Deluca) – 48:26 \| 5–1 \| \| \| Mantenuto (Miglioranzi) (PP) – 50:05 \| 6–1 \| \| |              |                          |             | Játékvezetők: Andrew Dalton Nagy Attila Vonalbírók: Ilia Kisil Andreas Nyqvist |
| 10 perc | Büntetések   | 8 perc                   |             | Játékvezetők: Andrew Dalton Nagy Attila Vonalbírók: Ilia Kisil Andreas Nyqvist |
| 29 | Lövések      | 19                       |             | Játékvezetők: Andrew Dalton Nagy Attila Vonalbírók: Ilia Kisil Andreas Nyqvist |
| Mantenuto (Pietroniro, Zanetti) – 04:31 | 1–0          |                          |             | Játékvezetők: Andrew Dalton Nagy Attila Vonalbírók: Ilia Kisil Andreas Nyqvist |
| Frigo (Mantenuto, Larkin) (SH) – 14:55 | 2–0          |                          |             | Játékvezetők: Andrew Dalton Nagy Attila Vonalbírók: Ilia Kisil Andreas Nyqvist |
| Larkin (Miceli, Tedesco) – 39:57 | 3–0          |                          |             | Játékvezetők: Andrew Dalton Nagy Attila Vonalbírók: Ilia Kisil Andreas Nyqvist |
| Frigo (Pietroniro) – 45:05 | 4–0          |                          |             |                                                                                |
| | 4–1          | 48:17 – Kim K. (Kim Sa.) |             |                                                                                |
| McNally (Traversa, Deluca) – 48:26 | 5–1          |                          |             |                                                                                |
| Mantenuto (Miglioranzi) (PP) – 50:05 | 6–1          |                          |             |                                                                                |

| 2023. május 2. 12:30 | Románia | 2–5 (1–1, 0–2, 1–2) | Dél-Korea | Motorpoint Arena Nottingham, Nottingham Nézőszám: 767 |

| Jegyzőkönyv | Jegyzőkönyv | Jegyzőkönyv                       | Jegyzőkönyv | Jegyzőkönyv                                                                   |
| --- | ----------- | --------------------------------- | ----------- | ----------------------------------------------------------------------------- |
| | Polc Patrik | Kapusok                           | Matt Dalton | Játékvezetők: Andrew Dalton Mikael Holm Vonalbírók: Ilia Kisil Nicklas Knosen |
| \| \| 0–1 \| 04:52 – Shin (Park, Lee Yo.) (PP) \| \| Filip (Fodor) – 15:15 \| 1–1 \| \| \| \| 1–2 \| 24:03 – Kang Y. (Lee D.) \| \| \| 1–3 \| 36:34 – Jeon (Ahn, Oh) \| \| \| 1–4 \| 51:52 – Park (Lee Yo., Song) (PP) \| \| \| 1–5 \| 54:45 – Kim Si. (Lee D., Jeon) \| \| Kovács (Péter, Cășăneanu) – 55:24 \| 2–5 \| \| |             |                                   |             | Játékvezetők: Andrew Dalton Mikael Holm Vonalbírók: Ilia Kisil Nicklas Knosen |
| 6 perc | Büntetések  | 2 perc                            |             | Játékvezetők: Andrew Dalton Mikael Holm Vonalbírók: Ilia Kisil Nicklas Knosen |
| 17 | Lövések     | 36                                |             | Játékvezetők: Andrew Dalton Mikael Holm Vonalbírók: Ilia Kisil Nicklas Knosen |
| | 0–1         | 04:52 – Shin (Park, Lee Yo.) (PP) |             | Játékvezetők: Andrew Dalton Mikael Holm Vonalbírók: Ilia Kisil Nicklas Knosen |
| Filip (Fodor) – 15:15 | 1–1         |                                   |             | Játékvezetők: Andrew Dalton Mikael Holm Vonalbírók: Ilia Kisil Nicklas Knosen |
| | 1–2         | 24:03 – Kang Y. (Lee D.)          |             | Játékvezetők: Andrew Dalton Mikael Holm Vonalbírók: Ilia Kisil Nicklas Knosen |
| | 1–3         | 36:34 – Jeon (Ahn, Oh)            |             |                                                                               |
| | 1–4         | 51:52 – Park (Lee Yo., Song) (PP) |             |                                                                               |
| | 1–5         | 54:45 – Kim Si. (Lee D., Jeon)    |             |                                                                               |
| Kovács (Péter, Cășăneanu) – 55:24 | 2–5         |                                   |             |                                                                               |

| 2023. május 2. 16:00 | Olaszország | 2–4 (1–1, 0–1, 1–2) | Lengyelország | Motorpoint Arena Nottingham, Nottingham Nézőszám: 1318 |

| Jegyzőkönyv | Jegyzőkönyv  | Jegyzőkönyv                              | Jegyzőkönyv | Jegyzőkönyv                                                                        |
| --- | ------------ | ---------------------------------------- | ----------- | ---------------------------------------------------------------------------------- |
| | Justin Fazio | Kapusok                                  | John Murray | Játékvezetők: Roy Stian Hansen Milan Zrnić Vonalbírók: Muzsik Norbert Gašper Zgonc |
| \| \| 0–1 \| 05:23 – Michalski (Galant) \| \| Trivellato (Mantenuto) – 06:28 \| 1–1 \| \| \| \| 1–2 \| 22:10 – Dziubiński (Wronka, Pasiut) (PP) \| \| Tedesco (Spornberger, Miceli) – 26:35 \| 2–2 \| \| \| \| 2–3 \| 37:06 – Jeziorski (Dziubiński) \| \| \| 2–4 \| 56:53 – Pasiut (Wronka, Kolusz) (PP) \| |              |                                          |             | Játékvezetők: Roy Stian Hansen Milan Zrnić Vonalbírók: Muzsik Norbert Gašper Zgonc |
| 29 perc | Büntetések   | 8 perc                                   |             | Játékvezetők: Roy Stian Hansen Milan Zrnić Vonalbírók: Muzsik Norbert Gašper Zgonc |
| 31 | Lövések      | 23                                       |             | Játékvezetők: Roy Stian Hansen Milan Zrnić Vonalbírók: Muzsik Norbert Gašper Zgonc |
| | 0–1          | 05:23 – Michalski (Galant)               |             | Játékvezetők: Roy Stian Hansen Milan Zrnić Vonalbírók: Muzsik Norbert Gašper Zgonc |
| Trivellato (Mantenuto) – 06:28 | 1–1          |                                          |             | Játékvezetők: Roy Stian Hansen Milan Zrnić Vonalbírók: Muzsik Norbert Gašper Zgonc |
| | 1–2          | 22:10 – Dziubiński (Wronka, Pasiut) (PP) |             | Játékvezetők: Roy Stian Hansen Milan Zrnić Vonalbírók: Muzsik Norbert Gašper Zgonc |
| Tedesco (Spornberger, Miceli) – 26:35 | 2–2          |                                          |             |                                                                                    |
| | 2–3          | 37:06 – Jeziorski (Dziubiński)           |             |                                                                                    |
| | 2–4          | 56:53 – Pasiut (Wronka, Kolusz) (PP)     |             |                                                                                    |

| 2023. május 2. 19:30 | Nagy-Britannia | 3–0 (2–0, 0–0, 1–0) | Litvánia | Motorpoint Arena Nottingham, Nottingham Nézőszám: 2606 |

| Jegyzőkönyv | Jegyzőkönyv | Jegyzőkönyv | Jegyzőkönyv    | Jegyzőkönyv                                                                              |
| --- | ----------- | ----------- | -------------- | ---------------------------------------------------------------------------------------- |
| | Ben Bowns   | Kapusok     | Mantas Armalis | Játékvezetők: Cedric Borga Killian Hinterdobler Vonalbírók: Jonas Merten Andreas Nyqvist |
| \| Neilson (Mosey) – 01:07 \| 1–0 \| \| \| Dowd (Neilson, Kirk) (PP) – 16:42 \| 2–0 \| \| \| Halbert (Dowd) (ENG) – 58:10 \| 3–0 \| \| |             |             |                | Játékvezetők: Cedric Borga Killian Hinterdobler Vonalbírók: Jonas Merten Andreas Nyqvist |
| 4 perc | Büntetések  | 8 perc      |                | Játékvezetők: Cedric Borga Killian Hinterdobler Vonalbírók: Jonas Merten Andreas Nyqvist |
| 24 | Lövések     | 28          |                | Játékvezetők: Cedric Borga Killian Hinterdobler Vonalbírók: Jonas Merten Andreas Nyqvist |
| Neilson (Mosey) – 01:07 | 1–0         |             |                | Játékvezetők: Cedric Borga Killian Hinterdobler Vonalbírók: Jonas Merten Andreas Nyqvist |
| Dowd (Neilson, Kirk) (PP) – 16:42 | 2–0         |             |                | Játékvezetők: Cedric Borga Killian Hinterdobler Vonalbírók: Jonas Merten Andreas Nyqvist |
| Halbert (Dowd) (ENG) – 58:10 | 3–0         |             |                | Játékvezetők: Cedric Borga Killian Hinterdobler Vonalbírók: Jonas Merten Andreas Nyqvist |

| 2023. május 3. 12:30 | Dél-Korea | 0–7 (0–2, 0–3, 0–2) | Lengyelország | Motorpoint Arena Nottingham, Nottingham Nézőszám: 710 |

| Jegyzőkönyv | Jegyzőkönyv                | Jegyzőkönyv                                    | Jegyzőkönyv | Jegyzőkönyv                                                                  |
| --- | -------------------------- | ---------------------------------------------- | ----------- | ---------------------------------------------------------------------------- |
| | Matt Dalton Lee Yeon-seung | Kapusok                                        | John Murray | Játékvezetők: Cedric Borga Milan Zrnić Vonalbírók: Ilia Kisil Muzsik Norbert |
| \| \| 0–1 \| 09:42 – Łyszczarczyk (Zygmunt, Ciura) \| \| \| 0–2 \| 19:12 – Jeziorski (Ciura, Dziubiński) \| \| \| 0–3 \| 30:50 – Jeziorski (Zygmunt, Wałęga) (PP) \| \| \| 0–4 \| 32:34 – Wałęga (Łyszczarczyk, Paś) (PP) \| \| \| 0–5 \| 39:32 – Dziubiński (Wałęga, Łyszczarczyk) (PP) \| \| \| 0–6 \| 52:19 – Kolusz (Łyszczarczyk, Kruczek) \| \| \| 0–7 \| 53:58 – Dziubiński (PS) \| |                            |                                                |             | Játékvezetők: Cedric Borga Milan Zrnić Vonalbírók: Ilia Kisil Muzsik Norbert |
| 8 perc | Büntetések                 | 0 perc                                         |             | Játékvezetők: Cedric Borga Milan Zrnić Vonalbírók: Ilia Kisil Muzsik Norbert |
| 20 | Lövések                    | 36                                             |             | Játékvezetők: Cedric Borga Milan Zrnić Vonalbírók: Ilia Kisil Muzsik Norbert |
| | 0–1                        | 09:42 – Łyszczarczyk (Zygmunt, Ciura)          |             | Játékvezetők: Cedric Borga Milan Zrnić Vonalbírók: Ilia Kisil Muzsik Norbert |
| | 0–2                        | 19:12 – Jeziorski (Ciura, Dziubiński)          |             | Játékvezetők: Cedric Borga Milan Zrnić Vonalbírók: Ilia Kisil Muzsik Norbert |
| | 0–3                        | 30:50 – Jeziorski (Zygmunt, Wałęga) (PP)       |             | Játékvezetők: Cedric Borga Milan Zrnić Vonalbírók: Ilia Kisil Muzsik Norbert |
| | 0–4                        | 32:34 – Wałęga (Łyszczarczyk, Paś) (PP)        |             |                                                                              |
| | 0–5                        | 39:32 – Dziubiński (Wałęga, Łyszczarczyk) (PP) |             |                                                                              |
| | 0–6                        | 52:19 – Kolusz (Łyszczarczyk, Kruczek)         |             |                                                                              |
| | 0–7                        | 53:58 – Dziubiński (PS)                        |             |                                                                              |

| 2023. május 3. 16:00 | Litvánia | 4–6 (1–1, 2–4, 1–1) | Olaszország | Motorpoint Arena Nottingham, Nottingham Nézőszám: 876 |

| Jegyzőkönyv | Jegyzőkönyv   | Jegyzőkönyv                                   | Jegyzőkönyv  | Jegyzőkönyv                                                                          |
| --- | ------------- | --------------------------------------------- | ------------ | ------------------------------------------------------------------------------------ |
| | Elvinas Karla | Kapusok                                       | Damian Clara | Játékvezetők: Mikael Holm Christoph Sternat Vonalbírók: Andreas Nyqvist Gašper Zgonc |
| \| Gintautas (Grinius, Kaleinikovas) – 00:45 \| 1–0 \| \| \| \| 1–1 \| 10:25 – Zanetti (Frigo, Mantenuto) \| \| \| 1–2 \| 22:06 – Zanetti (Miglioranzi, Frigo) \| \| \| 1–3 \| 26:47 – Pietroniro (Trivellato, Tedesco) (PP) \| \| \| 1–4 \| 32:01 – Hannoun (Miceli, Pietroniro) \| \| Bendžius (Gusevas, Krakauskas) (EA) – 33:39 \| 2–4 \| \| \| Grinius (Kaleinikovas, Noreika) (PP2) – 37:43 \| 3–4 \| \| \| \| 3–5 \| 39:38 – Pietroniro (Hannoun, Miceli) (PP) \| \| \| 3–6 \| 47:04 – Mantenuto (Zanetti, Frigo) \| \| Bendžius (Stankius, Čižas) – 48:04 \| 4–6 \| \| |               |                                               |              | Játékvezetők: Mikael Holm Christoph Sternat Vonalbírók: Andreas Nyqvist Gašper Zgonc |
| 4 perc | Büntetések    | 10 perc                                       |              | Játékvezetők: Mikael Holm Christoph Sternat Vonalbírók: Andreas Nyqvist Gašper Zgonc |
| 30 | Lövések       | 35                                            |              | Játékvezetők: Mikael Holm Christoph Sternat Vonalbírók: Andreas Nyqvist Gašper Zgonc |
| Gintautas (Grinius, Kaleinikovas) – 00:45 | 1–0           |                                               |              | Játékvezetők: Mikael Holm Christoph Sternat Vonalbírók: Andreas Nyqvist Gašper Zgonc |
| | 1–1           | 10:25 – Zanetti (Frigo, Mantenuto)            |              | Játékvezetők: Mikael Holm Christoph Sternat Vonalbírók: Andreas Nyqvist Gašper Zgonc |
| | 1–2           | 22:06 – Zanetti (Miglioranzi, Frigo)          |              | Játékvezetők: Mikael Holm Christoph Sternat Vonalbírók: Andreas Nyqvist Gašper Zgonc |
| | 1–3           | 26:47 – Pietroniro (Trivellato, Tedesco) (PP) |              |                                                                                      |
| | 1–4           | 32:01 – Hannoun (Miceli, Pietroniro)          |              |                                                                                      |
| Bendžius (Gusevas, Krakauskas) (EA) – 33:39 | 2–4           |                                               |              |                                                                                      |
| Grinius (Kaleinikovas, Noreika) (PP2) – 37:43 | 3–4           |                                               |              |                                                                                      |
| | 3–5           | 39:38 – Pietroniro (Hannoun, Miceli) (PP)     |              |                                                                                      |
| | 3–6           | 47:04 – Mantenuto (Zanetti, Frigo)            |              |                                                                                      |
| Bendžius (Stankius, Čižas) – 48:04 | 4–6           |                                               |              |                                                                                      |

| 2023. május 3. 19:30 | Nagy-Britannia | 7–0 (0–0, 3–0, 4–0) | Románia | Motorpoint Arena Nottingham, Nottingham Nézőszám: 2506 |

| Jegyzőkönyv | Jegyzőkönyv | Jegyzőkönyv | Jegyzőkönyv | Jegyzőkönyv                                                                       |
| --- | ----------- | ----------- | ----------- | --------------------------------------------------------------------------------- |
| | Ben Bowns   | Kapusok     | Tőke Zoltán | Játékvezetők: Roy Stian Hansen Nagy Attila Vonalbírók: Jonas Merten Jussi Thomann |
| \| Perlini (Dowd, Kirk) – 30:18 \| 1–0 \| \| \| Kirk (Halbert) (PP) – 32:59 \| 2–0 \| \| \| J. Phillips (Tetlow, Jones) – 34:18 \| 3–0 \| \| \| Curran (Mosey, O'Connor) – 46:16 \| 4–0 \| \| \| Ruopp (Lachowicz, D. Phillips) (PP) – 51:17 \| 5–0 \| \| \| Mosey (Perlini, O'Connor) (PP) – 56:27 \| 6–0 \| \| \| Waller (Ruopp, Neilson) – 57:51 \| 7–0 \| \| |             |             |             | Játékvezetők: Roy Stian Hansen Nagy Attila Vonalbírók: Jonas Merten Jussi Thomann |
| 4 perc | Büntetések  | 12 perc     |             | Játékvezetők: Roy Stian Hansen Nagy Attila Vonalbírók: Jonas Merten Jussi Thomann |
| 43 | Lövések     | 13          |             | Játékvezetők: Roy Stian Hansen Nagy Attila Vonalbírók: Jonas Merten Jussi Thomann |
| Perlini (Dowd, Kirk) – 30:18 | 1–0         |             |             | Játékvezetők: Roy Stian Hansen Nagy Attila Vonalbírók: Jonas Merten Jussi Thomann |
| Kirk (Halbert) (PP) – 32:59 | 2–0         |             |             | Játékvezetők: Roy Stian Hansen Nagy Attila Vonalbírók: Jonas Merten Jussi Thomann |
| J. Phillips (Tetlow, Jones) – 34:18 | 3–0         |             |             | Játékvezetők: Roy Stian Hansen Nagy Attila Vonalbírók: Jonas Merten Jussi Thomann |
| Curran (Mosey, O'Connor) – 46:16 | 4–0         |             |             |                                                                                   |
| Ruopp (Lachowicz, D. Phillips) (PP) – 51:17 | 5–0         |             |             |                                                                                   |
| Mosey (Perlini, O'Connor) (PP) – 56:27 | 6–0         |             |             |                                                                                   |
| Waller (Ruopp, Neilson) – 57:51 | 7–0         |             |             |                                                                                   |

| 2023. május 5. 12:30 | Lengyelország | 6–2 (0–1, 4–0, 2–1) | Románia | Motorpoint Arena Nottingham, Nottingham Nézőszám: 1441 |

| Jegyzőkönyv | Jegyzőkönyv                   | Jegyzőkönyv                          | Jegyzőkönyv | Jegyzőkönyv                                                                   |
| --- | ----------------------------- | ------------------------------------ | ----------- | ----------------------------------------------------------------------------- |
| | Maciej Miarka David Zabolotny | Kapusok                              | Tőke Zoltán | Játékvezetők: Mikael Holm Milan Zrnić Vonalbírók: Nicklas Knosen Jonas Merten |
| \| \| 0–1 \| 09:13 – Péter (Borysenko) \| \| Pasiut (Kolusz, Fraszko) (PP) – 21:42 \| 1–1 \| \| \| Jeziorski (Dziubiński) – 28:53 \| 2–1 \| \| \| Fraszko (Pasiut, Wronka) – 37:26 \| 3–1 \| \| \| Łyszczarczyk (Dziubiński, Ciura) – 38:48 \| 4–1 \| \| \| \| 4–2 \| 54:20 – Gajdo (Molnár, Yemelianenko) \| \| Dziubiński (Fraszko, Ciura) (ENG) – 58:15 \| 5–2 \| \| \| Wałęga (Zygmunt, Dronia) – 59:24 \| 6–2 \| \| |                               |                                      |             | Játékvezetők: Mikael Holm Milan Zrnić Vonalbírók: Nicklas Knosen Jonas Merten |
| 0 perc | Büntetések                    | 2 perc                               |             | Játékvezetők: Mikael Holm Milan Zrnić Vonalbírók: Nicklas Knosen Jonas Merten |
| 39 | Lövések                       | 15                                   |             | Játékvezetők: Mikael Holm Milan Zrnić Vonalbírók: Nicklas Knosen Jonas Merten |
| | 0–1                           | 09:13 – Péter (Borysenko)            |             | Játékvezetők: Mikael Holm Milan Zrnić Vonalbírók: Nicklas Knosen Jonas Merten |
| Pasiut (Kolusz, Fraszko) (PP) – 21:42 | 1–1                           |                                      |             | Játékvezetők: Mikael Holm Milan Zrnić Vonalbírók: Nicklas Knosen Jonas Merten |
| Jeziorski (Dziubiński) – 28:53 | 2–1                           |                                      |             | Játékvezetők: Mikael Holm Milan Zrnić Vonalbírók: Nicklas Knosen Jonas Merten |
| Fraszko (Pasiut, Wronka) – 37:26 | 3–1                           |                                      |             |                                                                               |
| Łyszczarczyk (Dziubiński, Ciura) – 38:48 | 4–1                           |                                      |             |                                                                               |
| | 4–2                           | 54:20 – Gajdo (Molnár, Yemelianenko) |             |                                                                               |
| Dziubiński (Fraszko, Ciura) (ENG) – 58:15 | 5–2                           |                                      |             |                                                                               |
| Wałęga (Zygmunt, Dronia) – 59:24 | 6–2                           |                                      |             |                                                                               |

| 2023. május 5. 16:00 | Litvánia | 1–2 (0–0, 1–1, 0–1) | Dél-Korea | Motorpoint Arena Nottingham, Nottingham Nézőszám: 2078 |

| Jegyzőkönyv | Jegyzőkönyv    | Jegyzőkönyv                       | Jegyzőkönyv | Jegyzőkönyv                                                                    |
| --- | -------------- | --------------------------------- | ----------- | ------------------------------------------------------------------------------ |
| | Mantas Armalis | Kapusok                           | Matt Dalton | Játékvezetők: Andrew Dalton Nagy Attila Vonalbírók: Jussi Thomann Gašper Zgonc |
| \| \| 0–1 \| 20:13 – Shin (Ahn) \| \| Čižas (Jasinevičius, Krakauskas) – 33:47 \| 1–1 \| \| \| \| 1–2 \| 59:27 – Kim Si. (Shin) (PP) (ENG) \| |                |                                   |             | Játékvezetők: Andrew Dalton Nagy Attila Vonalbírók: Jussi Thomann Gašper Zgonc |
| 12 perc | Büntetések     | 6 perc                            |             | Játékvezetők: Andrew Dalton Nagy Attila Vonalbírók: Jussi Thomann Gašper Zgonc |
| 33 | Lövések        | 42                                |             | Játékvezetők: Andrew Dalton Nagy Attila Vonalbírók: Jussi Thomann Gašper Zgonc |
| | 0–1            | 20:13 – Shin (Ahn)                |             | Játékvezetők: Andrew Dalton Nagy Attila Vonalbírók: Jussi Thomann Gašper Zgonc |
| Čižas (Jasinevičius, Krakauskas) – 33:47 | 1–1            |                                   |             | Játékvezetők: Andrew Dalton Nagy Attila Vonalbírók: Jussi Thomann Gašper Zgonc |
| | 1–2            | 59:27 – Kim Si. (Shin) (PP) (ENG) |             | Játékvezetők: Andrew Dalton Nagy Attila Vonalbírók: Jussi Thomann Gašper Zgonc |

| 2023. május 5. 19:30 | Olaszország | 3–5 (1–1, 2–3, 0–1) | Nagy-Britannia | Motorpoint Arena Nottingham, Nottingham Nézőszám: 5538 |

| Jegyzőkönyv | Jegyzőkönyv  | Jegyzőkönyv                      | Jegyzőkönyv | Jegyzőkönyv                                                                                |
| --- | ------------ | -------------------------------- | ----------- | ------------------------------------------------------------------------------------------ |
| | Justin Fazio | Kapusok                          | Ben Bowns   | Játékvezetők: Cedric Borga Killian Hinterdobler Vonalbírók: Muzsik Norbert Andreas Nyqvist |
| \| \| 0–1 \| 05:40 – Perlini (Hammond, Mosey) \| \| Larkin (Tedesco) (EA) – 11:21 \| 1–1 \| \| \| \| 1–2 \| 20:59 – Neilson (Dowd) \| \| Petan – 24:34 \| 2–2 \| \| \| \| 2–3 \| 28:43 – Hammond (Betteridge) \| \| Glira (Frigo, Mantenuto) – 34:29 \| 3–3 \| \| \| \| 3–4 \| 35:57 – Perlini (Hammond, Kirk) \| \| \| 3–5 \| 57:50 – Neilson (Kirk) (ENG) \| |              |                                  |             | Játékvezetők: Cedric Borga Killian Hinterdobler Vonalbírók: Muzsik Norbert Andreas Nyqvist |
| 6 perc | Büntetések   | 0 perc                           |             | Játékvezetők: Cedric Borga Killian Hinterdobler Vonalbírók: Muzsik Norbert Andreas Nyqvist |
| 22 | Lövések      | 23                               |             | Játékvezetők: Cedric Borga Killian Hinterdobler Vonalbírók: Muzsik Norbert Andreas Nyqvist |
| | 0–1          | 05:40 – Perlini (Hammond, Mosey) |             | Játékvezetők: Cedric Borga Killian Hinterdobler Vonalbírók: Muzsik Norbert Andreas Nyqvist |
| Larkin (Tedesco) (EA) – 11:21 | 1–1          |                                  |             | Játékvezetők: Cedric Borga Killian Hinterdobler Vonalbírók: Muzsik Norbert Andreas Nyqvist |
| | 1–2          | 20:59 – Neilson (Dowd)           |             | Játékvezetők: Cedric Borga Killian Hinterdobler Vonalbírók: Muzsik Norbert Andreas Nyqvist |
| Petan – 24:34 | 2–2          |                                  |             |                                                                                            |
| | 2–3          | 28:43 – Hammond (Betteridge)     |             |                                                                                            |
| Glira (Frigo, Mantenuto) – 34:29 | 3–3          |                                  |             |                                                                                            |
| | 3–4          | 35:57 – Perlini (Hammond, Kirk)  |             |                                                                                            |
| | 3–5          | 57:50 – Neilson (Kirk) (ENG)     |             |                                                                                            |

## B csoport

### Résztvevők
| Csapat     | Kvalifikáció                                      |
| ---------- | ------------------------------------------------- |
| Japán      | A 2022-es divízió I/B 2. helyezettje.             |
| Ukrajna    | A 2022-es divízió I/B 3. helyezettje.             |
| Észtország | Rendező, a 2022-es divízió I/B 4. helyezettje.    |
| Szerbia    | A 2022-es divízió I/B 5. helyezettje.             |
| Kína       | A 2022-es divízió II/A 1. helyezettje, feljutott. |
| Hollandia  | A 2022-es divízió II/A 2. helyezettje, feljutott. |

### Tabella
| Hely. | Csapat         | M | Gy | HGy | HV | V | G+ | G– | Gk  | P  | Feljutás vagy kiesés       |
| ----- | -------------- | - | -- | --- | -- | - | -- | -- | --- | -- | -------------------------- |
| 1.    | Japán          | 5 | 5  | 0   | 0  | 0 | 29 | 10 | +19 | 15 | Feljutott a divízió I A-ba |
| 2.    | Ukrajna        | 5 | 3  | 0   | 1  | 1 | 35 | 16 | +19 | 10 |                            |
| 3.    | Kína           | 5 | 2  | 1   | 0  | 2 | 19 | 18 | +1  | 8  |                            |
| 4.    | Észtország (R) | 5 | 1  | 1   | 0  | 3 | 13 | 18 | −5  | 5  |                            |
| 5.    | Hollandia      | 5 | 1  | 0   | 1  | 3 | 14 | 31 | −17 | 4  |                            |
| 6.    | Szerbia        | 5 | 0  | 1   | 1  | 3 | 7  | 24 | −17 | 3  | Kiesett a divízió II A-ba  |

### Mérkőzések
A mérkőzések kezdési időpontjai helyi idő szerint (UTC+3) értendők.
| 2023. április 23. 12:30 | Hollandia | 1–8 (0–2, 0–2, 1–4) | Japán | Tondiraba Ice Hall, Tallinn Nézőszám: 150 |

| Jegyzőkönyv | Jegyzőkönyv       | Jegyzőkönyv                                | Jegyzőkönyv   | Jegyzőkönyv                                                                          |
| --- | ----------------- | ------------------------------------------ | ------------- | ------------------------------------------------------------------------------------ |
| | Ruud Leeuwesteijn | Kapusok                                    | Yuta Narisawa | Játékvezetők: Martin Christensen Andrii Kicha Vonalbírók: Knut Bråten Tobias Schwenk |
| \| \| 0–1 \| 15:33 – Suzuki (K. Otsu) \| \| \| 0–2 \| 18:05 – Halliday (Osawa, Suzuki) \| \| \| 0–3 \| 22:09 – Furuhashi (Yoneyama, T. Nakajima) \| \| \| 0–4 \| 39:38 – T. Nakajima (Hanzawa, Ishida) \| \| \| 0–5 \| 40:13 – S. Nakajima \| \| \| 0–6 \| 45:07 – T. Nakajima (Hirano, H. Sato) (PP) \| \| \| 0–7 \| 45:26 – Hirano (S. Nakajima, Hitosato) \| \| \| 0–8 \| 57:22 – Irikura (Y. Otsu) (SH) \| \| Hofland (Stempher, Van Nes) – 59:48 \| 1–8 \| \| |                   |                                            |               | Játékvezetők: Martin Christensen Andrii Kicha Vonalbírók: Knut Bråten Tobias Schwenk |
| 6 perc | Büntetések        | 8 perc                                     |               | Játékvezetők: Martin Christensen Andrii Kicha Vonalbírók: Knut Bråten Tobias Schwenk |
| 16 | Lövések           | 47                                         |               | Játékvezetők: Martin Christensen Andrii Kicha Vonalbírók: Knut Bråten Tobias Schwenk |
| | 0–1               | 15:33 – Suzuki (K. Otsu)                   |               | Játékvezetők: Martin Christensen Andrii Kicha Vonalbírók: Knut Bråten Tobias Schwenk |
| | 0–2               | 18:05 – Halliday (Osawa, Suzuki)           |               | Játékvezetők: Martin Christensen Andrii Kicha Vonalbírók: Knut Bråten Tobias Schwenk |
| | 0–3               | 22:09 – Furuhashi (Yoneyama, T. Nakajima)  |               | Játékvezetők: Martin Christensen Andrii Kicha Vonalbírók: Knut Bråten Tobias Schwenk |
| | 0–4               | 39:38 – T. Nakajima (Hanzawa, Ishida)      |               |                                                                                      |
| | 0–5               | 40:13 – S. Nakajima                        |               |                                                                                      |
| | 0–6               | 45:07 – T. Nakajima (Hirano, H. Sato) (PP) |               |                                                                                      |
| | 0–7               | 45:26 – Hirano (S. Nakajima, Hitosato)     |               |                                                                                      |
| | 0–8               | 57:22 – Irikura (Y. Otsu) (SH)             |               |                                                                                      |
| Hofland (Stempher, Van Nes) – 59:48 | 1–8               |                                            |               |                                                                                      |

| 2023. április 23. 16:00 | Kína | 5–4 (h.u.) (0–2, 4–0, 0–2) (h.u.: 1–0) | Ukrajna | Tondiraba Ice Hall, Tallinn Nézőszám: 560 |

| Jegyzőkönyv | Jegyzőkönyv  | Jegyzőkönyv                               | Jegyzőkönyv                          | Jegyzőkönyv                                                                           |
| --- | ------------ | ----------------------------------------- | ------------------------------------ | ------------------------------------------------------------------------------------- |
| | Ouban Yongli | Kapusok                                   | Eduard Zakharchenko Bogdan Dyachenko | Játékvezetők: Michał Baca Benjamin Hoppe Vonalbírók: Dominik Altmann Renārs Davidonis |
| \| \| 0–1 \| 06:19 – Vorona (Mazur, Merezhko) (PP) \| \| \| 0–2 \| 19:15 – Vorona (Peresunko, Merezhko) (PP) \| \| Zhou (Fu S., Luo) – 20:49 \| 1–2 \| \| \| Ye (Wang, Fu J.) (PP) – 26:34 \| 2–2 \| \| \| Wang (Ruian, Guo) – 35:47 \| 3–2 \| \| \| Jieke – 38:45 \| 4–2 \| \| \| \| 4–3 \| 46:33 – Merezhko (Peresunko, Vorona) (PP) \| \| \| 4–4 \| 55:49 – Vorona (Trakht, Merezhko) (PP) \| \| Jian (Ye, Wang) – 62:32 \| 5–4 \| \| |              |                                           |                                      | Játékvezetők: Michał Baca Benjamin Hoppe Vonalbírók: Dominik Altmann Renārs Davidonis |
| 8 perc | Büntetések   | 31 perc                                   |                                      | Játékvezetők: Michał Baca Benjamin Hoppe Vonalbírók: Dominik Altmann Renārs Davidonis |
| 30 | Lövések      | 37                                        |                                      | Játékvezetők: Michał Baca Benjamin Hoppe Vonalbírók: Dominik Altmann Renārs Davidonis |
| | 0–1          | 06:19 – Vorona (Mazur, Merezhko) (PP)     |                                      | Játékvezetők: Michał Baca Benjamin Hoppe Vonalbírók: Dominik Altmann Renārs Davidonis |
| | 0–2          | 19:15 – Vorona (Peresunko, Merezhko) (PP) |                                      | Játékvezetők: Michał Baca Benjamin Hoppe Vonalbírók: Dominik Altmann Renārs Davidonis |
| Zhou (Fu S., Luo) – 20:49 | 1–2          |                                           |                                      | Játékvezetők: Michał Baca Benjamin Hoppe Vonalbírók: Dominik Altmann Renārs Davidonis |
| Ye (Wang, Fu J.) (PP) – 26:34 | 2–2          |                                           |                                      |                                                                                       |
| Wang (Ruian, Guo) – 35:47 | 3–2          |                                           |                                      |                                                                                       |
| Jieke – 38:45 | 4–2          |                                           |                                      |                                                                                       |
| | 4–3          | 46:33 – Merezhko (Peresunko, Vorona) (PP) |                                      |                                                                                       |
| | 4–4          | 55:49 – Vorona (Trakht, Merezhko) (PP)    |                                      |                                                                                       |
| Jian (Ye, Wang) – 62:32 | 5–4          |                                           |                                      |                                                                                       |

| 2023. április 23. 19:30 | Szerbia | 1–2 (sz.) (0–0, 0–1, 1–0) (h.u.: 0–0) (sz.: 0–1) | Észtország | Tondiraba Ice Hall, Tallinn Nézőszám: 1564 |

| Jegyzőkönyv                                                                                    | Jegyzőkönyv       | Jegyzőkönyv                        | Jegyzőkönyv           | Jegyzőkönyv                                                                      |
| ---------------------------------------------------------------------------------------------- | ----------------- | ---------------------------------- | --------------------- | -------------------------------------------------------------------------------- |
|                                                                                                | Arsenije Ranković | Kapusok                            | Villem-Henrik Koitmaa | Játékvezetők: Andrea Moschen Timo Ruuska Vonalbírók: Agris Ozoliņš Wolfgang Puff |
| \| \| 0–1 \| 31:37 – Slessarevski (Kiik) \| \| Đumić (Dragović, Ranković) – 42:42 \| 1–1 \| \| |                   |                                    |                       | Játékvezetők: Andrea Moschen Timo Ruuska Vonalbírók: Agris Ozoliņš Wolfgang Puff |
| Đumić Popović Leštarić Dragović Novaković                                                      | Szétlövés         | Rooba Kombe Embrich Viitanen Arrak |                       | Játékvezetők: Andrea Moschen Timo Ruuska Vonalbírók: Agris Ozoliņš Wolfgang Puff |
| 6 perc                                                                                         | Büntetések        | 8 perc                             |                       | Játékvezetők: Andrea Moschen Timo Ruuska Vonalbírók: Agris Ozoliņš Wolfgang Puff |
| 15                                                                                             | Lövések           | 54                                 |                       | Játékvezetők: Andrea Moschen Timo Ruuska Vonalbírók: Agris Ozoliņš Wolfgang Puff |
|                                                                                                | 0–1               | 31:37 – Slessarevski (Kiik)        |                       | Játékvezetők: Andrea Moschen Timo Ruuska Vonalbírók: Agris Ozoliņš Wolfgang Puff |
| Đumić (Dragović, Ranković) – 42:42                                                             | 1–1               |                                    |                       | Játékvezetők: Andrea Moschen Timo Ruuska Vonalbírók: Agris Ozoliņš Wolfgang Puff |

| 2023. április 24. 12:30 | Japán | 5–2 (1–2, 2–0, 2–0) | Kína | Tondiraba Ice Hall, Tallinn Nézőszám: 280 |

| Jegyzőkönyv | Jegyzőkönyv   | Jegyzőkönyv                  | Jegyzőkönyv | Jegyzőkönyv                                                                    |
| --- | ------------- | ---------------------------- | ----------- | ------------------------------------------------------------------------------ |
| | Yuta Narisawa | Kapusok                      | Sun Zehao   | Játékvezetők: Michał Baca Timo Ruuska Vonalbírók: Knut Bråten Renārs Davidonis |
| \| \| 0–1 \| 04:00 – Fu J. (Jieke) (PP) \| \| Hanzawa (T. Nakajima, Furuhashi) – 05:23 \| 1–1 \| \| \| \| 1–2 \| 16:45 – Jian (Yan J., Ruian) \| \| Hitosato (H. Sato) – 35:15 \| 2–2 \| \| \| T. Nakajima (Osawa, S. Nakajima) (PP) – 37:30 \| 3–2 \| \| \| Osawa (Y. Otsu, K. Otsu) – 43:20 \| 4–2 \| \| \| T. Nakajima (Irikura) (EN) – 59:22 \| 5–2 \| \| |               |                              |             | Játékvezetők: Michał Baca Timo Ruuska Vonalbírók: Knut Bråten Renārs Davidonis |
| 14 perc | Büntetések    | 6 perc                       |             | Játékvezetők: Michał Baca Timo Ruuska Vonalbírók: Knut Bråten Renārs Davidonis |
| 27 | Lövések       | 34                           |             | Játékvezetők: Michał Baca Timo Ruuska Vonalbírók: Knut Bråten Renārs Davidonis |
| | 0–1           | 04:00 – Fu J. (Jieke) (PP)   |             | Játékvezetők: Michał Baca Timo Ruuska Vonalbírók: Knut Bråten Renārs Davidonis |
| Hanzawa (T. Nakajima, Furuhashi) – 05:23 | 1–1           |                              |             | Játékvezetők: Michał Baca Timo Ruuska Vonalbírók: Knut Bråten Renārs Davidonis |
| | 1–2           | 16:45 – Jian (Yan J., Ruian) |             | Játékvezetők: Michał Baca Timo Ruuska Vonalbírók: Knut Bråten Renārs Davidonis |
| Hitosato (H. Sato) – 35:15 | 2–2           |                              |             |                                                                                |
| T. Nakajima (Osawa, S. Nakajima) (PP) – 37:30 | 3–2           |                              |             |                                                                                |
| Osawa (Y. Otsu, K. Otsu) – 43:20 | 4–2           |                              |             |                                                                                |
| T. Nakajima (Irikura) (EN) – 59:22 | 5–2           |                              |             |                                                                                |

| 2023. április 24. 16:00 | Ukrajna | 7–0 (0–0, 2–0, 5–0) | Szerbia | Tondiraba Ice Hall, Tallinn Nézőszám: 428 |

| Jegyzőkönyv | Jegyzőkönyv      | Jegyzőkönyv | Jegyzőkönyv    | Jegyzőkönyv                                                                                   |
| --- | ---------------- | ----------- | -------------- | --------------------------------------------------------------------------------------------- |
| | Bogdan Dyachenko | Kapusok     | Akim Padalitsa | Játékvezetők: Chae Young-jin Andrea Moschen Vonalbírók: Wolfgang Puff Laurynas Stepankevičius |
| \| Trakht (Mazur, Pangelov-Yuldashev) – 26:27 \| 1–0 \| \| \| Mazur (Vorona, Peresunko) (PP) – 28:47 \| 2–0 \| \| \| Mazur (Merezhko, Andreikiv) – 44:28 \| 3–0 \| \| \| Denyskin (Fadyeyv, Pangelov-Yuldashev) (PP) – 47:06 \| 4–0 \| \| \| Peresunko (Mazur, Trakht) (PP) – 49:39 \| 5–0 \| \| \| Borodai (Merezhko, Sysak) – 54:19 \| 6–0 \| \| \| Merezhko (Korenchuk, Nimenko) – 57:37 \| 7–0 \| \| |                  |             |                | Játékvezetők: Chae Young-jin Andrea Moschen Vonalbírók: Wolfgang Puff Laurynas Stepankevičius |
| 6 perc | Büntetések       | 35 perc     |                | Játékvezetők: Chae Young-jin Andrea Moschen Vonalbírók: Wolfgang Puff Laurynas Stepankevičius |
| 66 | Lövések          | 10          |                | Játékvezetők: Chae Young-jin Andrea Moschen Vonalbírók: Wolfgang Puff Laurynas Stepankevičius |
| Trakht (Mazur, Pangelov-Yuldashev) – 26:27 | 1–0              |             |                | Játékvezetők: Chae Young-jin Andrea Moschen Vonalbírók: Wolfgang Puff Laurynas Stepankevičius |
| Mazur (Vorona, Peresunko) (PP) – 28:47 | 2–0              |             |                | Játékvezetők: Chae Young-jin Andrea Moschen Vonalbírók: Wolfgang Puff Laurynas Stepankevičius |
| Mazur (Merezhko, Andreikiv) – 44:28 | 3–0              |             |                | Játékvezetők: Chae Young-jin Andrea Moschen Vonalbírók: Wolfgang Puff Laurynas Stepankevičius |
| Denyskin (Fadyeyv, Pangelov-Yuldashev) (PP) – 47:06 | 4–0              |             |                |                                                                                               |
| Peresunko (Mazur, Trakht) (PP) – 49:39 | 5–0              |             |                |                                                                                               |
| Borodai (Merezhko, Sysak) – 54:19 | 6–0              |             |                |                                                                                               |
| Merezhko (Korenchuk, Nimenko) – 57:37 | 7–0              |             |                |                                                                                               |

| 2023. április 24. 19:30 | Észtország | 4–2 (1–1, 0–0, 3–1) | Hollandia | Tondiraba Ice Hall, Tallinn Nézőszám: 1349 |

| Jegyzőkönyv | Jegyzőkönyv   | Jegyzőkönyv                                   | Jegyzőkönyv        | Jegyzőkönyv                                                                              |
| --- | ------------- | --------------------------------------------- | ------------------ | ---------------------------------------------------------------------------------------- |
| | Conrad Mölder | Kapusok                                       | Martijn Oosterwijk | Játékvezetők: Martin Christensen Andrii Kicha Vonalbírók: Dominik Altmann Tobias Schwenk |
| \| \| 0–1 \| 04:12 – Van Nes \| \| Viitanen (Linde) – 19:26 \| 1–1 \| \| \| Kombe (Ossipov, Kulintsev) – 44:09 \| 2–1 \| \| \| Rooba (Aleksandrov) – 50:00 \| 3–1 \| \| \| \| 3–2 \| 53:57 – Van Gorp (Stempher, Van Nes) (PP, EA) \| \| Viitanen (Aleksandrov) (EN) – 58:43 \| 4–2 \| \| |               |                                               |                    | Játékvezetők: Martin Christensen Andrii Kicha Vonalbírók: Dominik Altmann Tobias Schwenk |
| 8 perc | Büntetések    | 10 perc                                       |                    | Játékvezetők: Martin Christensen Andrii Kicha Vonalbírók: Dominik Altmann Tobias Schwenk |
| 56 | Lövések       | 12                                            |                    | Játékvezetők: Martin Christensen Andrii Kicha Vonalbírók: Dominik Altmann Tobias Schwenk |
| | 0–1           | 04:12 – Van Nes                               |                    | Játékvezetők: Martin Christensen Andrii Kicha Vonalbírók: Dominik Altmann Tobias Schwenk |
| Viitanen (Linde) – 19:26 | 1–1           |                                               |                    | Játékvezetők: Martin Christensen Andrii Kicha Vonalbírók: Dominik Altmann Tobias Schwenk |
| Kombe (Ossipov, Kulintsev) – 44:09 | 2–1           |                                               |                    | Játékvezetők: Martin Christensen Andrii Kicha Vonalbírók: Dominik Altmann Tobias Schwenk |
| Rooba (Aleksandrov) – 50:00 | 3–1           |                                               |                    |                                                                                          |
| | 3–2           | 53:57 – Van Gorp (Stempher, Van Nes) (PP, EA) |                    |                                                                                          |
| Viitanen (Aleksandrov) (EN) – 58:43 | 4–2           |                                               |                    |                                                                                          |

| 2023. április 26. 12:30 | Hollandia | 7–2 (3–0, 3–2, 1–0) | Kína | Tondiraba Ice Hall, Tallinn Nézőszám: 215 |

| Jegyzőkönyv | Jegyzőkönyv       | Jegyzőkönyv                   | Jegyzőkönyv  | Jegyzőkönyv                                                                                   |
| --- | ----------------- | ----------------------------- | ------------ | --------------------------------------------------------------------------------------------- |
| | Ruud Leeuwesteijn | Kapusok                       | Ouban Yongli | Játékvezetők: Chae Young-jin Andrea Moschen Vonalbírók: Agris Ozoliņš Laurynas Stepankevičius |
| \| Van Soest (De Ruiter, Jongmans) – 07:55 \| 1–0 \| \| \| Van Soest (De Ruiter, Huisman) – 10:41 \| 2–0 \| \| \| Collard (De Bonth) (PP) – 15:44 \| 3–0 \| \| \| Van Gorp – 32:08 \| 4–0 \| \| \| \| 4–1 \| 33:06 – Fu S. (Zhou, Liu) \| \| \| 4–2 \| 38:21 – Jian (Jieke, Ye) (PP) \| \| Schoningh (De Bonth, Doop) – 38:30 \| 5–2 \| \| \| Van Nes (Van Gorp) – 39:44 \| 6–2 \| \| \| Hofland (Van Nes) – 52:26 \| 7–2 \| \| |                   |                               |              | Játékvezetők: Chae Young-jin Andrea Moschen Vonalbírók: Agris Ozoliņš Laurynas Stepankevičius |
| 10 perc | Büntetések        | 8 perc                        |              | Játékvezetők: Chae Young-jin Andrea Moschen Vonalbírók: Agris Ozoliņš Laurynas Stepankevičius |
| 16 | Lövések           | 40                            |              | Játékvezetők: Chae Young-jin Andrea Moschen Vonalbírók: Agris Ozoliņš Laurynas Stepankevičius |
| Van Soest (De Ruiter, Jongmans) – 07:55 | 1–0               |                               |              | Játékvezetők: Chae Young-jin Andrea Moschen Vonalbírók: Agris Ozoliņš Laurynas Stepankevičius |
| Van Soest (De Ruiter, Huisman) – 10:41 | 2–0               |                               |              | Játékvezetők: Chae Young-jin Andrea Moschen Vonalbírók: Agris Ozoliņš Laurynas Stepankevičius |
| Collard (De Bonth) (PP) – 15:44 | 3–0               |                               |              | Játékvezetők: Chae Young-jin Andrea Moschen Vonalbírók: Agris Ozoliņš Laurynas Stepankevičius |
| Van Gorp – 32:08 | 4–0               |                               |              |                                                                                               |
| | 4–1               | 33:06 – Fu S. (Zhou, Liu)     |              |                                                                                               |
| | 4–2               | 38:21 – Jian (Jieke, Ye) (PP) |              |                                                                                               |
| Schoningh (De Bonth, Doop) – 38:30 | 5–2               |                               |              |                                                                                               |
| Van Nes (Van Gorp) – 39:44 | 6–2               |                               |              |                                                                                               |
| Hofland (Van Nes) – 52:26 | 7–2               |                               |              |                                                                                               |

| 2023. április 26. 16:00 | Japán | 8–3 (2–0, 1–2, 5–1) | Szerbia | Tondiraba Ice Hall, Tallinn Nézőszám: 254 |

| Jegyzőkönyv | Jegyzőkönyv     | Jegyzőkönyv                              | Jegyzőkönyv                      | Jegyzőkönyv                                                                            |
| --- | --------------- | ---------------------------------------- | -------------------------------- | -------------------------------------------------------------------------------------- |
| | Yutaka Fukufuji | Kapusok                                  | Arsenije Ranković Akim Padalitsa | Játékvezetők: Benjamin Hoppe Andrii Kicha Vonalbírók: Dominik Altmann Renārs Davidonis |
| \| Hirano (Suzuki, Halliday) – 01:51 \| 1–0 \| \| \| Takagi (Irikura, K. Sato) – 02:34 \| 2–0 \| \| \| \| 2–1 \| 23:14 – Popović (Đumić, Podunavac) (PP) \| \| \| 2–2 \| 26:42 – Podunavac (Dragović, Đumić) (PP) \| \| Hirano (S. Nakajima) – 26:55 \| 3–2 \| \| \| \| 3–3 \| 40:46 – Dragović (Novaković, Podunavac) \| \| Hitosato (Osawa) – 44:21 \| 4–3 \| \| \| T. Nakajima (Hanzawa, Furuhashi) – 46:05 \| 5–3 \| \| \| Hirano (Hitosato, Yamada) – 46:54 \| 6–3 \| \| \| T. Nakajima (Osawa, S. Nakajima) (PP) – 53:15 \| 7–3 \| \| \| S. Nakajima (H. Sato, Hirano) (PP) – 55:16 \| 8–3 \| \| |                 |                                          |                                  | Játékvezetők: Benjamin Hoppe Andrii Kicha Vonalbírók: Dominik Altmann Renārs Davidonis |
| 10 perc | Büntetések      | 8 perc                                   |                                  | Játékvezetők: Benjamin Hoppe Andrii Kicha Vonalbírók: Dominik Altmann Renārs Davidonis |
| 51 | Lövések         | 11                                       |                                  | Játékvezetők: Benjamin Hoppe Andrii Kicha Vonalbírók: Dominik Altmann Renārs Davidonis |
| Hirano (Suzuki, Halliday) – 01:51 | 1–0             |                                          |                                  | Játékvezetők: Benjamin Hoppe Andrii Kicha Vonalbírók: Dominik Altmann Renārs Davidonis |
| Takagi (Irikura, K. Sato) – 02:34 | 2–0             |                                          |                                  | Játékvezetők: Benjamin Hoppe Andrii Kicha Vonalbírók: Dominik Altmann Renārs Davidonis |
| | 2–1             | 23:14 – Popović (Đumić, Podunavac) (PP)  |                                  | Játékvezetők: Benjamin Hoppe Andrii Kicha Vonalbírók: Dominik Altmann Renārs Davidonis |
| | 2–2             | 26:42 – Podunavac (Dragović, Đumić) (PP) |                                  |                                                                                        |
| Hirano (S. Nakajima) – 26:55 | 3–2             |                                          |                                  |                                                                                        |
| | 3–3             | 40:46 – Dragović (Novaković, Podunavac)  |                                  |                                                                                        |
| Hitosato (Osawa) – 44:21 | 4–3             |                                          |                                  |                                                                                        |
| T. Nakajima (Hanzawa, Furuhashi) – 46:05 | 5–3             |                                          |                                  |                                                                                        |
| Hirano (Hitosato, Yamada) – 46:54 | 6–3             |                                          |                                  |                                                                                        |
| T. Nakajima (Osawa, S. Nakajima) (PP) – 53:15 | 7–3             |                                          |                                  |                                                                                        |
| S. Nakajima (H. Sato, Hirano) (PP) – 55:16 | 8–3             |                                          |                                  |                                                                                        |

| 2023. április 26. 19:30 | Ukrajna | 7–4 (1–1, 4–1, 2–2) | Észtország | Tondiraba Ice Hall, Tallinn Nézőszám: 3001 |

| Jegyzőkönyv | Jegyzőkönyv         | Jegyzőkönyv                             | Jegyzőkönyv           | Jegyzőkönyv                                                                         |
| --- | ------------------- | --------------------------------------- | --------------------- | ----------------------------------------------------------------------------------- |
| | Eduard Zakharchenko | Kapusok                                 | Villem-Henrik Koitmaa | Játékvezetők: Michał Baca Martin Christensen Vonalbírók: Knut Bråten Tobias Schwenk |
| \| \| 0–1 \| 11:37 – Parras (Kiik, Puzakov) \| \| Korenchuk (Nimenko, Vorona) – 17:54 \| 1–1 \| \| \| Pangelov-Yuldashev (Korenchuk, Peresunko) (PP) – 21:37 \| 2–1 \| \| \| Lialka (Mazur, Merezhko) – 31:29 \| 3–1 \| \| \| \| 3–2 \| 33:44 – Rooba (Novikov) \| \| Pangelov-Yuldashev (Fadyeyv) – 39:12 \| 4–2 \| \| \| Korenchuk (Nimenko, Vorona) – 38:58 \| 5–2 \| \| \| Mazur (Vorona, Peresunko) (PP) – 42:28 \| 6–2 \| \| \| \| 6–3 \| 44:33 – Aleksandrov (Ossipov, Potšinok) \| \| Trakht (Mazur, Peresunko) – 44:54 \| 7–3 \| \| \| \| 7–4 \| 48:20 – Rooba (Embrich) (PP) \| |                     |                                         |                       | Játékvezetők: Michał Baca Martin Christensen Vonalbírók: Knut Bråten Tobias Schwenk |
| 6 perc | Büntetések          | 8 perc                                  |                       | Játékvezetők: Michał Baca Martin Christensen Vonalbírók: Knut Bråten Tobias Schwenk |
| 37 | Lövések             | 18                                      |                       | Játékvezetők: Michał Baca Martin Christensen Vonalbírók: Knut Bråten Tobias Schwenk |
| | 0–1                 | 11:37 – Parras (Kiik, Puzakov)          |                       | Játékvezetők: Michał Baca Martin Christensen Vonalbírók: Knut Bråten Tobias Schwenk |
| Korenchuk (Nimenko, Vorona) – 17:54 | 1–1                 |                                         |                       | Játékvezetők: Michał Baca Martin Christensen Vonalbírók: Knut Bråten Tobias Schwenk |
| Pangelov-Yuldashev (Korenchuk, Peresunko) (PP) – 21:37 | 2–1                 |                                         |                       | Játékvezetők: Michał Baca Martin Christensen Vonalbírók: Knut Bråten Tobias Schwenk |
| Lialka (Mazur, Merezhko) – 31:29 | 3–1                 |                                         |                       |                                                                                     |
| | 3–2                 | 33:44 – Rooba (Novikov)                 |                       |                                                                                     |
| Pangelov-Yuldashev (Fadyeyv) – 39:12 | 4–2                 |                                         |                       |                                                                                     |
| Korenchuk (Nimenko, Vorona) – 38:58 | 5–2                 |                                         |                       |                                                                                     |
| Mazur (Vorona, Peresunko) (PP) – 42:28 | 6–2                 |                                         |                       |                                                                                     |
| | 6–3                 | 44:33 – Aleksandrov (Ossipov, Potšinok) |                       |                                                                                     |
| Trakht (Mazur, Peresunko) – 44:54 | 7–3                 |                                         |                       |                                                                                     |
| | 7–4                 | 48:20 – Rooba (Embrich) (PP)            |                       |                                                                                     |

| 2023. április 27. 12:30 | Kína | 5–0 (2–0, 2–0, 1–0) | Szerbia | Tondiraba Ice Hall, Tallinn Nézőszám: 123 |

| Jegyzőkönyv | Jegyzőkönyv  | Jegyzőkönyv | Jegyzőkönyv       | Jegyzőkönyv                                                                             |
| --- | ------------ | ----------- | ----------------- | --------------------------------------------------------------------------------------- |
| | Ouban Yongli | Kapusok     | Arsenije Ranković | Játékvezetők: Chae Young-jin Martin Christensen Vonalbírók: Dominik Altmann Knut Braten |
| \| Fu S. (Fu J., Luo) – 08:10 \| 1–0 \| \| \| Jieke (Ruian, Fu J.) – 14:28 \| 2–0 \| \| \| Jian (Ye, Jieke) – 23:15 \| 3–0 \| \| \| Luo – 39:37 \| 4–0 \| \| \| Liu (Luo, Zhou) – 50:01 \| 5–0 \| \| |              |             |                   | Játékvezetők: Chae Young-jin Martin Christensen Vonalbírók: Dominik Altmann Knut Braten |
| 4 perc | Büntetések   | 12 perc     |                   | Játékvezetők: Chae Young-jin Martin Christensen Vonalbírók: Dominik Altmann Knut Braten |
| 58 | Lövések      | 15          |                   | Játékvezetők: Chae Young-jin Martin Christensen Vonalbírók: Dominik Altmann Knut Braten |
| Fu S. (Fu J., Luo) – 08:10 | 1–0          |             |                   | Játékvezetők: Chae Young-jin Martin Christensen Vonalbírók: Dominik Altmann Knut Braten |
| Jieke (Ruian, Fu J.) – 14:28 | 2–0          |             |                   | Játékvezetők: Chae Young-jin Martin Christensen Vonalbírók: Dominik Altmann Knut Braten |
| Jian (Ye, Jieke) – 23:15 | 3–0          |             |                   | Játékvezetők: Chae Young-jin Martin Christensen Vonalbírók: Dominik Altmann Knut Braten |
| Luo – 39:37 | 4–0          |             |                   |                                                                                         |
| Liu (Luo, Zhou) – 50:01 | 5–0          |             |                   |                                                                                         |

| 2023. április 27. 16:00 | Ukrajna | 14–2 (4–1, 6–1, 4–0) | Hollandia | Tondiraba Ice Hall, Tallinn Nézőszám: 729 |

| Jegyzőkönyv | Jegyzőkönyv      | Jegyzőkönyv                                | Jegyzőkönyv        | Jegyzőkönyv                                                                         |
| --- | ---------------- | ------------------------------------------ | ------------------ | ----------------------------------------------------------------------------------- |
| | Bogdan Dyachenko | Kapusok                                    | Martijn Oosterwijk | Játékvezetők: Michal Baca Benjamin Hoppe Vonalbírók: Renars Davidonis Agris Ozolins |
| \| Korenchuk (Nimenko, Vorona) – 01:49 \| 1–0 \| \| \| Korenchuk (Merezhko) – 08:08 \| 2–0 \| \| \| Trakht (Merezhko) – 11:53 \| 3–0 \| \| \| \| 3–1 \| 12:39 – Verkiel (Hessels, Van Gestel) (PP) \| \| Nimenko (Korenchuk, Merezhko) – 18:52 \| 4–1 \| \| \| Trakht (Sysak, Peresunko) – 20:32 \| 5–1 \| \| \| Merezhko (Mazur) (PP) – 22:37 \| 6–1 \| \| \| Ruzhnikov (Kutsevych, Hrebenyk) – 22:59 \| 7–1 \| \| \| Denyskin (Korenchuk, Pangelov-Yuldashev) (PP) – 31:38 \| 8–1 \| \| \| \| 8–2 \| 36:02 – Van Nes (Stempher, Van Soest) (PP) \| \| Panchenko (Ruzhnikov) – 36:11 \| 9–2 \| \| \| Vorona (Trakht, Peresunko) (PP) – 38:04 \| 10–2 \| \| \| Denyskin (Lialka, Pangelov-Yuldashev) (PP) – 44:34 \| 11–2 \| \| \| Korenchuk (Vorona, Dyachenko) – 49:27 \| 12–2 \| \| \| Trakht (Peresunko, Mazur) – 50:17 \| 13–2 \| \| \| Trakht – 58:04 \| 14–2 \| \| |                  |                                            |                    | Játékvezetők: Michal Baca Benjamin Hoppe Vonalbírók: Renars Davidonis Agris Ozolins |
| 6 perc | Büntetések       | 12 perc                                    |                    | Játékvezetők: Michal Baca Benjamin Hoppe Vonalbírók: Renars Davidonis Agris Ozolins |
| 60 | Lövések          | 11                                         |                    | Játékvezetők: Michal Baca Benjamin Hoppe Vonalbírók: Renars Davidonis Agris Ozolins |
| Korenchuk (Nimenko, Vorona) – 01:49 | 1–0              |                                            |                    | Játékvezetők: Michal Baca Benjamin Hoppe Vonalbírók: Renars Davidonis Agris Ozolins |
| Korenchuk (Merezhko) – 08:08 | 2–0              |                                            |                    | Játékvezetők: Michal Baca Benjamin Hoppe Vonalbírók: Renars Davidonis Agris Ozolins |
| Trakht (Merezhko) – 11:53 | 3–0              |                                            |                    | Játékvezetők: Michal Baca Benjamin Hoppe Vonalbírók: Renars Davidonis Agris Ozolins |
| | 3–1              | 12:39 – Verkiel (Hessels, Van Gestel) (PP) |                    |                                                                                     |
| Nimenko (Korenchuk, Merezhko) – 18:52 | 4–1              |                                            |                    |                                                                                     |
| Trakht (Sysak, Peresunko) – 20:32 | 5–1              |                                            |                    |                                                                                     |
| Merezhko (Mazur) (PP) – 22:37 | 6–1              |                                            |                    |                                                                                     |
| Ruzhnikov (Kutsevych, Hrebenyk) – 22:59 | 7–1              |                                            |                    |                                                                                     |
| Denyskin (Korenchuk, Pangelov-Yuldashev) (PP) – 31:38 | 8–1              |                                            |                    |                                                                                     |
| | 8–2              | 36:02 – Van Nes (Stempher, Van Soest) (PP) |                    |                                                                                     |
| Panchenko (Ruzhnikov) – 36:11 | 9–2              |                                            |                    |                                                                                     |
| Vorona (Trakht, Peresunko) (PP) – 38:04 | 10–2             |                                            |                    |                                                                                     |
| Denyskin (Lialka, Pangelov-Yuldashev) (PP) – 44:34 | 11–2             |                                            |                    |                                                                                     |
| Korenchuk (Vorona, Dyachenko) – 49:27 | 12–2             |                                            |                    |                                                                                     |
| Trakht (Peresunko, Mazur) – 50:17 | 13–2             |                                            |                    |                                                                                     |
| Trakht – 58:04 | 14–2             |                                            |                    |                                                                                     |

| 2023. április 27. 19:30 | Észtország | 1–3 (0–1, 1–2, 0–0) | Japán | Tondiraba Ice Hall, Tallinn Nézőszám: 2432 |

| Jegyzőkönyv | Jegyzőkönyv   | Jegyzőkönyv                            | Jegyzőkönyv   | Jegyzőkönyv                                                                             |
| --- | ------------- | -------------------------------------- | ------------- | --------------------------------------------------------------------------------------- |
| | Conrad Mölder | Kapusok                                | Yuta Narisawa | Játékvezetők: Uldis Bušs Andrii Kicha Vonalbírók: Wolfgang Puff Laurynas Stepankevičius |
| \| \| 0–1 \| 06:38 – Hitosato (Hirano, S. Nakajima) \| \| \| 0–2 \| 24:47 – Halliday (K. Sato, Y. Otsu) \| \| Viitanen (Embrich) – 24:56 \| 1–2 \| \| \| \| 1–3 \| 35:43 – Hirano (S. Nakajima, Hitosato) \| |               |                                        |               | Játékvezetők: Uldis Bušs Andrii Kicha Vonalbírók: Wolfgang Puff Laurynas Stepankevičius |
| 6 perc | Büntetések    | 10 perc                                |               | Játékvezetők: Uldis Bušs Andrii Kicha Vonalbírók: Wolfgang Puff Laurynas Stepankevičius |
| 20 | Lövések       | 27                                     |               | Játékvezetők: Uldis Bušs Andrii Kicha Vonalbírók: Wolfgang Puff Laurynas Stepankevičius |
| | 0–1           | 06:38 – Hitosato (Hirano, S. Nakajima) |               | Játékvezetők: Uldis Bušs Andrii Kicha Vonalbírók: Wolfgang Puff Laurynas Stepankevičius |
| | 0–2           | 24:47 – Halliday (K. Sato, Y. Otsu)    |               | Játékvezetők: Uldis Bušs Andrii Kicha Vonalbírók: Wolfgang Puff Laurynas Stepankevičius |
| Viitanen (Embrich) – 24:56 | 1–2           |                                        |               | Játékvezetők: Uldis Bušs Andrii Kicha Vonalbírók: Wolfgang Puff Laurynas Stepankevičius |
| | 1–3           | 35:43 – Hirano (S. Nakajima, Hitosato) |               |                                                                                         |

| 2023. április 29. 12:30 | Szerbia | 3–2 (sz.) (1–1, 0–1, 1–0) (h.u.: 0–0) (sz.: 1–0) | Hollandia | Tondiraba Ice Hall, Tallinn Nézőszám: 315 |

| Jegyzőkönyv | Jegyzőkönyv       | Jegyzőkönyv                          | Jegyzőkönyv       | Jegyzőkönyv                                                                         |
| --- | ----------------- | ------------------------------------ | ----------------- | ----------------------------------------------------------------------------------- |
| | Arsenije Ranković | Kapusok                              | Ruud Leeuwesteijn | Játékvezetők: Chae Young-jin Andrii Kicha Vonalbírók: Dominik Altmann Agris Ozoliņš |
| \| \| 0–1 \| 08:13 – Van Nes (Hofland, Muller) \| \| Đumić (Podunavac, Popović) – 10:95 \| 1–1 \| \| \| \| 1–2 \| 29:16 – Verkiel (Huisman, De Ruiter) \| \| Vučurević (Leštarić, Gvozdenović) – 52:32 \| 2–2 \| \| |                   |                                      |                   | Játékvezetők: Chae Young-jin Andrii Kicha Vonalbírók: Dominik Altmann Agris Ozoliņš |
| Vučurević Đumić Španjević | Szétlövés         | Verkiel Van Nes Huisman              |                   | Játékvezetők: Chae Young-jin Andrii Kicha Vonalbírók: Dominik Altmann Agris Ozoliņš |
| 12 perc | Büntetések        | 10 perc                              |                   | Játékvezetők: Chae Young-jin Andrii Kicha Vonalbírók: Dominik Altmann Agris Ozoliņš |
| 27 | Lövések           | 40                                   |                   | Játékvezetők: Chae Young-jin Andrii Kicha Vonalbírók: Dominik Altmann Agris Ozoliņš |
| | 0–1               | 08:13 – Van Nes (Hofland, Muller)    |                   | Játékvezetők: Chae Young-jin Andrii Kicha Vonalbírók: Dominik Altmann Agris Ozoliņš |
| Đumić (Podunavac, Popović) – 10:95 | 1–1               |                                      |                   | Játékvezetők: Chae Young-jin Andrii Kicha Vonalbírók: Dominik Altmann Agris Ozoliņš |
| | 1–2               | 29:16 – Verkiel (Huisman, De Ruiter) |                   |                                                                                     |
| Vučurević (Leštarić, Gvozdenović) – 52:32 | 2–2               |                                      |                   |                                                                                     |

| 2023. április 29. 16:00 | Észtország | 2–5 (0–3, 1–0, 1–2) | Kína | Tondiraba Ice Hall, Tallinn Nézőszám: 4066 |

| Jegyzőkönyv | Jegyzőkönyv   | Jegyzőkönyv                        | Jegyzőkönyv  | Jegyzőkönyv                                                                       |
| --- | ------------- | ---------------------------------- | ------------ | --------------------------------------------------------------------------------- |
| | Conrad Mölder | Kapusok                            | Ouban Yongli | Játékvezetők: Uldis Bušs Martin Christensen Vonalbírók: Knut Bråten Wolfgang Puff |
| \| \| 0–1 \| 01:13 – Fu S. (Zhang P.) \| \| \| 0–2 \| 07:04 – Luo (Fu J., Fu S.) \| \| \| 0–3 \| 15:37 – Liu (Wang, Luo) (PP) \| \| Parras (Kiik, Novikov) (SH) – 28:06 \| 1–3 \| \| \| \| 1–4 \| 40:25 – Fu S. (Fu J., Jieke) \| \| \| 1–5 \| 44:45 – Fu S. (Fu J., Jieke) (PP2) \| \| Arrak (Puzakov, Potšinok) (PP) – 54:52 \| 2–5 \| \| |               |                                    |              | Játékvezetők: Uldis Bušs Martin Christensen Vonalbírók: Knut Bråten Wolfgang Puff |
| 37 perc | Büntetések    | 10 perc                            |              | Játékvezetők: Uldis Bušs Martin Christensen Vonalbírók: Knut Bråten Wolfgang Puff |
| 28 | Lövések       | 30                                 |              | Játékvezetők: Uldis Bušs Martin Christensen Vonalbírók: Knut Bråten Wolfgang Puff |
| | 0–1           | 01:13 – Fu S. (Zhang P.)           |              | Játékvezetők: Uldis Bušs Martin Christensen Vonalbírók: Knut Bråten Wolfgang Puff |
| | 0–2           | 07:04 – Luo (Fu J., Fu S.)         |              | Játékvezetők: Uldis Bušs Martin Christensen Vonalbírók: Knut Bråten Wolfgang Puff |
| | 0–3           | 15:37 – Liu (Wang, Luo) (PP)       |              | Játékvezetők: Uldis Bušs Martin Christensen Vonalbírók: Knut Bråten Wolfgang Puff |
| Parras (Kiik, Novikov) (SH) – 28:06 | 1–3           |                                    |              |                                                                                   |
| | 1–4           | 40:25 – Fu S. (Fu J., Jieke)       |              |                                                                                   |
| | 1–5           | 44:45 – Fu S. (Fu J., Jieke) (PP2) |              |                                                                                   |
| Arrak (Puzakov, Potšinok) (PP) – 54:52 | 2–5           |                                    |              |                                                                                   |

| 2023. április 29. 19:30 | Japán | 5–3 (2–0, 2–0, 1–3) | Ukrajna | Tondiraba Ice Hall, Tallinn Nézőszám: 3870 |

| Jegyzőkönyv | Jegyzőkönyv   | Jegyzőkönyv                              | Jegyzőkönyv                          | Jegyzőkönyv                                                                          |
| --- | ------------- | ---------------------------------------- | ------------------------------------ | ------------------------------------------------------------------------------------ |
| | Yuta Narisawa | Kapusok                                  | Bogdan Dyachenko Eduard Zakharchenko | Játékvezetők: Michał Baca Benjamin Hoppe Vonalbírók: Renārs Davidonis Tobias Schwenk |
| \| Suzuki (Osawa) – 07:58 \| 1–0 \| \| \| Hirano (H. Sato) (PP) – 19:29 \| 2–0 \| \| \| Hirano (Sato, S. Nakajima) (PP) – 29:04 \| 3–0 \| \| \| Takagi (Irikura, Halliday) – 29:25 \| 4–0 \| \| \| K. Otsu – 40:46 \| 5–0 \| \| \| \| 5–1 \| 45:12 – Vorona (Trakht, Merezhko) (PP) \| \| \| 5–2 \| 52:45 – Liaka (Andreikiv) \| \| \| 5–3 \| 56:33 – Korenchuk (Vorona, Zakharchenko) \| |               |                                          |                                      | Játékvezetők: Michał Baca Benjamin Hoppe Vonalbírók: Renārs Davidonis Tobias Schwenk |
| 8 perc | Büntetések    | 29 perc                                  |                                      | Játékvezetők: Michał Baca Benjamin Hoppe Vonalbírók: Renārs Davidonis Tobias Schwenk |
| 29 | Lövések       | 33                                       |                                      | Játékvezetők: Michał Baca Benjamin Hoppe Vonalbírók: Renārs Davidonis Tobias Schwenk |
| Suzuki (Osawa) – 07:58 | 1–0           |                                          |                                      | Játékvezetők: Michał Baca Benjamin Hoppe Vonalbírók: Renārs Davidonis Tobias Schwenk |
| Hirano (H. Sato) (PP) – 19:29 | 2–0           |                                          |                                      | Játékvezetők: Michał Baca Benjamin Hoppe Vonalbírók: Renārs Davidonis Tobias Schwenk |
| Hirano (Sato, S. Nakajima) (PP) – 29:04 | 3–0           |                                          |                                      | Játékvezetők: Michał Baca Benjamin Hoppe Vonalbírók: Renārs Davidonis Tobias Schwenk |
| Takagi (Irikura, Halliday) – 29:25 | 4–0           |                                          |                                      |                                                                                      |
| K. Otsu – 40:46 | 5–0           |                                          |                                      |                                                                                      |
| | 5–1           | 45:12 – Vorona (Trakht, Merezhko) (PP)   |                                      |                                                                                      |
| | 5–2           | 52:45 – Liaka (Andreikiv)                |                                      |                                                                                      |
| | 5–3           | 56:33 – Korenchuk (Vorona, Zakharchenko) |                                      |                                                                                      |